# Synagogues d'Atlanta
Les synagogues d'Atlanta sont nombreuses (une recherche sur internet  en liste une quarantaine) et parfois imposantes. L'histoire des juifs dans la cité remonte aux années 1840, c'est-à-dire aux années de création de la ville. En 1850, ils n'étaient alors que 25 sur une population totale de 2 572 habitants.

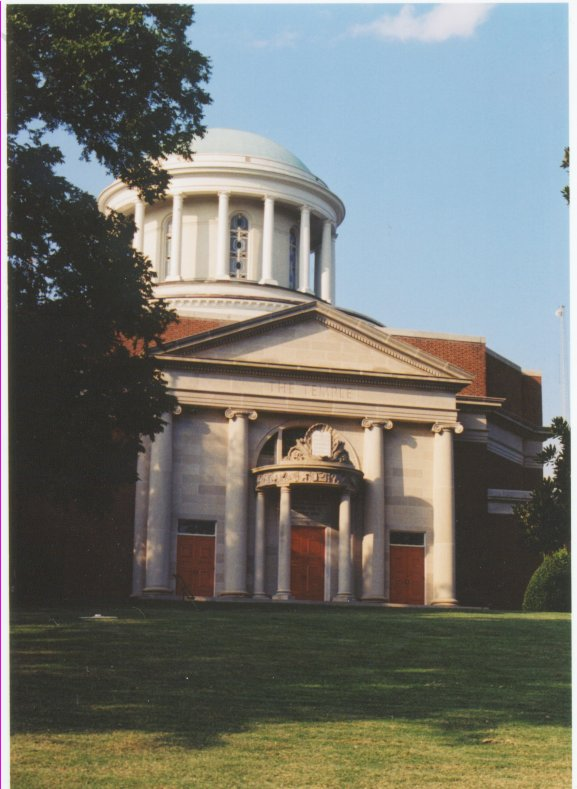
The Temple

La plus ancienne communauté de la ville a été fondée en 1867, 3 ans après l'incendie total de cette cité. Elle est à l'origine de la plus célèbre et la plus ancienne synagogue d'Atlanta, datant de 1875 et appelée The Temple de rite réformé. Son nom complet est "Hebrew Benevolent Congregation Temple" et elle est située sur l'artère principale d'Atlanta (Peachtree Street). Le 12 octobre 1958, elle fut visée par un attentat à la bombe.   Une cinquantaine de bâtons de dynamite explosèrent et endommagèrent sérieusement l'édifice sans faire de victimes. Le président Eisenhower déclara alors : Pouvez-vous imaginer la colère qu'aurait exprimée notre premier président aujourd'hui s'il avait lu la nouvelle d'un attentat à la bombe contre une synagogue. Je pense que nous partageons tous le sentiment d'horreur que des brigands puissent vouloir désacraliser le sanctuaire de n'importe quelle religion.
L'attentat fut revendiqué par un mouvement raciste et antisémite. Au procès qui suivit, les suspects furent acquittés.

Cette synagogue et cet attentat sont évoqués dans la pièce de théâtre d'Alfred Uhry puis le film Miss Daisy et son chauffeur qui reçut l'Oscar du meilleur film en 1989.
La synagogue Ahavath Achim (qu'on peut traduire par Amour fraternel) construite en 1958 de rite "conservateur" (ou massorti) est superbement située au milieu du quartier résidentiel de Buckhead sur Peachtree Battle Avenue. Elle est issue d'une communauté fondée en 1887. Ce serait la troisième plus grande communauté massorti des États-Unis.